# Шен, Франц
Франц Шен, немецкий вариант — Франц Шён (в.-луж. Franc Šěn, нем. Franz Schön, 7 декабря 1950 года, деревня Шунов, Лужица, ГДР) — лужицкий писатель, библиограф, литературовед, историк серболужицкой литературы и общественный деятель.

## Биография
Родился в 1950 году в многодетной семье в серболужицкой деревне Шунов. Окончил начальную школу в деревне Конецы. Среднее образование получал в гимназиях в Ральбицах и Малы-Вельков (1961—1965). С 1970 по 1974 года изучал славистику в Институте сорабистики при Лейпцигском университете. Писал диплом под руководством писательницы Марьи Млынковой.
Будучи студентом, с 1974 года работал в литературно-исследовательском отделе в Институте серболужицкого народоведения. С 1977 года — младший научный сотрудник в этом же институте. В 1983 году защитил диссертацию «Ота Вичаз. Его жизнь и деятельность. Введение в историю серболужицкого литературоведения» (Ota Wićaz. Jeho žiwjenje a dźěło. Přinošk k serbskim literarnowědnym a kulturnym stawiznam).
В сотрудничестве с Яном Шолтой и Петром Кунцем занимался составлением литературоведческого словаря, который вышел в 1984 году под названием «Nowy biografiski słownik k stawiznam a kulturje Serbow» (Новый биографический словарь истории и культуры лужичан). В конце 1980-х годов издал в соавторстве четвёртый том научного издания «Stawiznу serbskeho pismowstwa» (История серболужицкой литературы). В сотрудничестве с писателем Кито Лоренцом издал шесть томов «Serbska poezija» (Серболужицкая поэзия). С конца 1990-х годов занимался библиографическим справочником «Serbskа bibliografija» (Серболужицкая библиография), который вышел в четырёх томах (1994, 1998, 2003, 2008). В 2014 году в сотрудничестве с Дитрихом Шолтой выпустил энциклопедию «Sorbisches Kulturlexikon».
С 1992 года руководил Серболужицкой центральной библиотекой и Серболужицким культурным архивом. В 1989—1990 годах вместе с Яном Нуком, Бенедиктом Дырлихом и Людмилой Бударёвой был одним из основателей Лужицкого национального собрания. С 1996 по 2012 год — руководитель международных каникулярных курсов лужицких языков и серболужицкой культуры. В 2016 году вышел на пенсию.
Отец серболужицкой писательницы Любины Гайдук-Велькович.
Основные сочинения
- Powědančka a drobna proza, 1994
- Dny w dalinje, 1994
- Serbska bibliografija 1991—1995 (1994, 1998)
- Serbska bibliografija 1996—2000 (2003, 2008)
- Sorabistiske přednoški III, 2003
- Hišće jónu, hišće raz, 2007
- Serbska bibliografija 2001—2005